# Camillas
Camillas är en ort i Mexiko.   Den ligger i kommunen Ciudad Valles och delstaten San Luis Potosí, i den centrala delen av landet, 290 km norr om huvudstaden Mexico City. Camillas ligger 169 meter över havet och antalet invånare är 289.
Terrängen runt Camillas är kuperad västerut, men österut är den platt. Terrängen runt Camillas sluttar österut. Runt Camillas är det ganska tätbefolkat, med 78 invånare per kvadratkilometer. Närmaste större samhälle är Ciudad Valles, 15,1 km sydost om Camillas. Omgivningarna runt Camillas är en mosaik av jordbruksmark och naturlig växtlighet.